# Eastbourne Borough FC
Eastbourne Borough FC is een Engelse voetbalclub uit Eastbourne, East Sussex. De club werd in 1964 opgericht als Langney FC, Langney is een wijk in Eastbourne. Van 1968 tot 2001 heette de club Langney Sports FC, waarna het de huidige naam aannam.

## Geschiedenis
Na de oprichting sloot de club zich aan bij de Eastbourne & District Football League Division 2. Na seizoen 1973/74 promoveerde de club naar de Premier Division van de Eastbourne & Hastings League. De volgende negen jaar werd Langney Sports erkend als de club die de beste vooruitgang maakte in het gebied rond Eastbourne.
In 1983 werd de club verkozen als medeoprichter van de Division 3 van de Sussex County League en verhuisde rond diezelfde tijd naar het huidige stadion in de Priory Lane. In 1987 werd de club kampioen en won ook de Division 3 League Cup en de Eastbourne Challenge Cup. Ook het volgende seizoen slaagde de club erin te promoveren en speelde nu in de Division 1. In 1992 bereikte de club de finale van de Sussex Senior Cup en verloor met 0-1 van het reserveteam van Sussex’ enige profclub Brighton & Hove Albion. Op twee seizoenen na eindigde de club niet buiten de top 4. Na de titel in 2000 promoveerde de club naar de Eastern Division van de Southern League.
Na dat eerste seizoen werd de naam veranderd in Eastbourne Borough. Na drie seizoenen werd de tweede plaats bereikt waardoor de club naar de Premier Division promoveerde. Hoewel de club slechts 11de eindigde het volgende seizoen mocht de club promoveren naar de nieuw opgerichte Conference South. Na seizoen 2004/05 was een nieuwe promotie binnen handbereik nadat de play-offs in de Conference South gewonnen werden van Cambridge City. Maar dan moest nog gespeeld worden tegen de winnaar van de Conference North en daar was Altrincham FC te sterk.
Tijdens seizoen 2005/06 werd de voor de allereerste maal de eerste ronde van de FA Cup behaald en speelde 1-1 gelijk tegen Oxford United, dat toen in de League Two speelde. Er werden die dag 3 mijlpalen in de geschiedenis van de club bereikt; voor het eerst speelde de club tegen een profclub, voor het eerst werden er beelden van de wedstrijd uitgezonden op BBC en er kwam een recordaantal toeschouwers kijken, 3770. In de terugwedstrijd in Oxford verloor de club met 3-0 en werd uitgeschakeld. In 2008 promoveerde de club naar de Conference National. Na drie seizoenen degradeerde de club.